# راشد أحمد بن فهد
راشد أحمد بن فهد (1964-) سياسي إماراتي ولد في دبي، الإمارات العربية المتحدة، شغل منصب وزير البيئة والمياه من فبراير 2008 إلى فبراير 2016.

## حياته
يحمل شهادة الدكتوراه في الهندسة المدنية (تخصص بيئة) من جامعة ستراثكلايد، اسكتلندا، المملكة المتحدة 2001. وماجستير علوم البيئة من جامعة الإمارات في العين 1994، وبكالوريوس هندسة كيميائية جامعة نورث إيسترن في بوسطن، الولايات المتحدة.

## مناصب
منذ تخرجه تدرج في عدة مناصب حكومية، حيث كان:
- أميناً عاماً لهيئة التقييس لدول مجلس التعاون[2] ( 2004-2008 )
- نائباً لرئيس مجلس إدارة هيئة الإمارات للمواصفات والمقاييس ( 2005 – 2008)
- نائباً لمدير عام هيئة الإمارات للمواصفات والمقاييس (2003-2004)

إلى جانب منصبه الوزاري، شغل مناصب أخرى منها :
- رئيس مجلس إدارة هيئة الإمارات للمواصفات والمقاييس[3] منذ عام 2008
- رئيس اللجنة التوجيهية للمبادرة الوطنية للبصمة البيئية
- رئيس اللجنة الوطنية للتغير المناخي
- رئيس اللجنة الوطنية للأمن البيولوجي

## جوائز
حصل في عام 2012 على وسام الاستحقاق الزراعي برتبة فارس من الحكومة الفرنسية.